# Georg Wieghaus
Georg Wieghaus (* 1953 in Vechta) ist ein deutscher Hörspiel- und Kinderbuchautor.

## Leben
Wieghaus studierte in Marburg Germanistik und Politikwissenschaft. Er arbeitete als Lehrer, Journalist und Museumspädagoge und leitete den Kölner Kinderbuchverlag Middelhauve. Seit 1994 arbeitet er als freier Autor für den Hörfunk und das Fernsehen. Seine Bearbeitung von Jurek Beckers Jakob der Lügner wurde als Kinderhörbuch des Monats ausgezeichnet, Ivan & Dominik von der Deutschen Akademie für Kinder- und Jugendliteratur als Buch des Monats. Mit Nie wieder gewann er den Deutschen Hörbuchpreis und mit Hannelore überlebt 2002 den Zweiten Preis beim Kinderhörspielpreis des MDR.

## Hörspiele
Quelle: ARD-Hörspieldatenbank
Autor:
- 1997: Anna sucht den Mond – Regie: Claudia Johanna Leist (Original-Hörspiel, Kinderhörspiel – WDR)
- 1998: Anna und das Leichentuch aus der Domschatzkammer. Auf der Spur der Heiligen Drei Könige – Regie: Claudia Johanna Leist (Originalhörspiel, Kinderhörspiel – WDR)
- 1998: Anna und der Fluch des Weißen Wals – Regie: Claudia Johanna Leist (Originalhörspiel, Kinderhörspiel – WDR)
- 1999: Anna und die wundersame Reise im Ballon – Regie: Claudia Johanna Leist (Originalhörspiel – WDR)
- 2000: Auf dem Marmorthron – Regie: Klaus Wirbitzky (Originalhörspiel, Kurzhörspiel, Kinderhörspiel – WDR)
- 2001–03: Nie wieder! (6 Teile) – Regie: Claudia Johanna Leist (Originalhörspiel, Kurzhörspiel, Kinderhörspiel – WDR)
  - Auszeichnungen: CIVIS Medienpreis 2002 (Besondere Programmleistungen Radio); Deutscher Hörbuchpreis 2004 (Bestes Kinder- / Jugendhörbuch (CD-Edition)); MC/CD des Monats April 2004 (Auszeichnung des Instituts für Kindermedienforschung (IfaK))
  - Auszeichnung für den 2, Teil: Hannelore überlebt: Kinder- und Jugendhörspielpreis des MDR-Rundfunkrates 2002 (2. Platz)
- 2005–06: Papa holt mich nach Deutschland (3 Folgen) – Regie: Claudia Johanna Leist (Originalhörspiel, Kinderhörspiel – WDR)
- 2008: Als der Pott noch rauchte – Geschichten aus dem Ruhrgebiet: Die Jagd nach dem schwarzen Gold – Regie: Frank-Erich Hübner (Originalhörspiel, Kinderhörspiel – WDR)
- 2009: Als der Pott noch rauchte – Geschichten aus dem Ruhrgebiet: Hier kommt keiner durch – Helmut Laakmann kämpft um das Stahlwerk Rheinhausen – Regie: Frank-Erich Hübner (Originalhörspiel – WDR)
- 2009: Die Nacht von San Juan – Regie: Claudia Johanna Leist (Originalhörspiel, Kinderhörspiel – WDR)
- 2010: 40 Jahre bei Opel – Regie: Burkhard Ax (Originalhörspiel, Kinderhörspiel – WDR)
- 2011: Roma Colonia – Regie: Rolf Mayer (Originalhörspiel, Kinderhörspiel – WDR)
- 2014: 1914 – Stille Nacht im Schützengraben. Eine Radio-Weihnachts-Geschichte – Regie: Claudia Johanna Leist (Originalhörspiel, Kinderhörspiel – WDR)
- 2021: Mit den Co-Autoren Christof Boy und Hildegard Kriwet: Sechs Wochen im Frühling. Semi-dokumentarische Corona-Chronik – Regie: Claudia Johanna Leist (Originalhörspiel, Dokumentarhörspiel – WDR)

Bearbeitung (Wort):
- 2002: Jurek Becker: Jakob der Lügner – Regie: Claudia Johanna Leist (Hörspielbearbeitung, Kinderhörspiel – WDR)

## Bücher
- Indianergeschichten, 1997, ISBN 9783401072746
- Papie isst hier! (mit Christian Bienek, Illustrationen von Ralf Butschkow), 2000, ISBN 9783760738161
- Papie sieht Gespenster (mit Christian Bienek, Illustrationen von Ralf Butschkow), 2000, ISBN 9783760738314
- Papie jagt den Dackeldieb (mit Christian Bienek, Illustrationen von Ralf Butschkow), 2001, ISBN 9783760738376
- Papie schwer verliebt (mit Christian Bienek, Illustrationen von Ralf Butschkow), 2001, ISBN 9783760738505
- Ivan & Dominik (Illustration von Lukas Ruegenberg), 2010, ISBN 9783939905677
- Rukeli: Geschichte des Boxers Johann Trollmann (Pappbilderbuch, Illustrationen von Lukas Ruegenberg), 2013, ISBN 9783935735728
- Die wundersame Zeitreise (Illustrationen von Lukas Ruegenberg), 2014, ISBN 978-3702232924